# Сан Филипо (Фрозиноне)
Сан Филипо је насеље у Италији у округу Фрозиноне, региону Лацио.
Према процени из 2011. у насељу је живело 399 становника. Насеље се налази на надморској висини од 326 м.